# جون إيتون
جون هنري إيتون (بالإنجليزية: John Henry Eaton)‏ (18 يونيو 1790 - 17 نوفمبر 1856) هو سياسي ودبلوماسي أمريكي من ولاية تينيسي وكان سناتورا وشغل منصب وزير الحرب في إدارة أندرو جاكسون. وكان عمره 28 عاما عندما دخل مجلس الشيوخ، ما يجعله أصغر عضو في مجلس الشيوخ الأمريكي في التاريخ.
كان إيتون محاميا في ولاية تينيسي الذي أصبح جزءا من الشبكة دعمت حملات أندرو جاكسون السياسية. كما خدم كقائد في الميليشيا، وأصبح مساعد لجاكسون خلال حرب 1812. خدم إيتون مع جاكسون في جميع حملاته الحربية ومعاركه، بما في ذلك معركة نيو أورلينز. خدم لفترة في مجلس النواب في ولاية تينيسي في 1815 و 1816، وانتخب إلى مجلس الشيوخ الأمريكي في عام 1818 رغم من أنه لم يصل بعد إلى السن المنصوص عليها دستوريا البالغة 30 عاما.
بعد انتخاب جاكسون للرئاسة في عام 1828، استقال إيتون من مقعده في مجلس الشيوخ للانضمام إلى حكومة جاكسون كوزير للحرب. أصبح إيتون وزوجته بيجي محور جدل خلال فترة ولاية جاكسون الأولى؛ ظهر ما عرف باسم قضية بيتيكوت، ورفضت زوجات المجتمع الراقي في واشنطن الاختلاط مع آل إيتون. نظرت زوجة نائب الرئيس، وكذلك زوجات الوزراء وأعضاء الكونغرس بدونية إلى بيجي بسبب زواجها من إيتون بعد فترة وجيزة من وفاة زوجها الأول، دون انتظار فترة الحداد المعتادة، ما أثار الشائعات بأنها ربما قد خانت زوجها الأول قبل وفاته. استقال إيتون من منصب وزير الحرب كجزء من إستراتيجية لحل الخلاف؛ وتم تعيينه لاحقا ليكون حاكم مقاطعة فلوريدا وسفير الولايات المتحدة إلى إسبانيا.
عاد إيتون إلى الولايات المتحدة في عام 1840، ورفض تأييد مارتن فان بيورين لإعادة انتخابه للرئاسة لفترة ثانية، الأمر الذي أثار غضب جاكسون. تقاعد إيتون وأقام في واشنطن. توفي هناك في عام 1856 ودفن في مقبرة أوك هيل.

## التعليم
تعلم في جامعة ولاية كارولينا الشمالية في تشابل هيل.

## الإرث والآراء حوله
انتقد الكاتب والصحفي الأمريكي ويليام جوزيف سنيلينغ إيتون انتقاداً لاذعاً في كتابه عن سيرة حياة الرئيس جاكسون والذي يعود لعام 1831. حيث يكتب بخصوص سيرة إيتون حول حياة جاكسون: «إنهُ لمن الصعب بمكان تحديد أيهما أكثرُ شناعةً، البطل [جاكسون] أم المؤرخ. نادراً ما يتضمن الكتاب جملةً إنجليزيتها حسنة، بيد أنه يعوض ذلك من خلال إكثاره من المداهنة التي بها قدرٌ كبير من المغالاة المبغوضة، وهذا من خلال إغفاله للعديد من الأفعال المشينة وتخفيفه من وقع غيرها.» ويقول سنيلينغ بحلول عام 1831 أن إيتون غدا «مضحكةً للأمة» على حد تعبيره. أما المؤرخ روبرت فينسنت ريمني (1921-2013) فقال بأنه: «قد توصف قضية إيتون بمجملها على أنها سيئة الصيت، فقد شوهت سمعات وأنهت صداقات. فكان كل هذا لا نهاية لهُ إلى حدٍ بعيد».
سُميت مقاطعة إيتون بولاية ميشيغان على اسمه تخليداً لذكراه.

## وصلات خارجية
- جون إيتون على موقع فايند أغريف